# 바비 (애니메이션 영화 시리즈)
바비(Barbie)는 유명 인형 바비을 바탕으로 한 미국의 애니메이션 영화 시리즈이며 컴퓨터 애니메이션 및 모션캡쳐 기반 비디오 영화이다.
1987년 Barbie and the Rockers: Out of this World에서 데뷔한 이래로 Barbie는 여러 주연의 가상 배우로 출연 해왔다. 영화, 단편 영화가 포함된 1998년 비디오 게임 Barbie: Riding Club을 포함하여 14년 동안 특별한 작품이 없다가 마텔은 바비 인형을 관련 인형 및 액세서리 프랜차이즈로서 여러 공주 또는 요정 테마 이야기의 여주인공으로 영화에 출연시켰다. 또한 바비는 My Scene, 토이 스토리 2, 토이 스토리 3 와 토이 스토리 4 에도 출연한다.
또한 등장인물들이 노래부르고 춤추는 장면들이 많이 삽입되어 있는 뮤지컬 형식의 애니메이션이기도 하다.
애니메이션 바비의 대부분은 독창적인 이야기이다. 전체 컬렉션에는 공주 바비, 요정 바비, 인어 테마, 현대 테마, 뮤지컬 및 발레 시리즈가 있다. 일부 영화는 E.T.A. 호프만, 그림 형제, 마크 트웨인, 찰스 디킨스, 한스 크리스티안 안데르센, 알렉상드르 뒤마. 또한 차이코프스키, 베토벤, 드보르작, 멘델스존, 루카스 그레이엄의 음악도 포함된다.
처음에 이 시리즈는 마텔이 제작했는데 2010년부터 (바비의 패션 이야기으로 시작) 유니버설 스튜디오가 시작했다. 마텔은 바비 영화 제작을 위해 독점적으로 "바비 엔터테인먼트"를 지칭한다. DVD 또는 기타 디지털 비디오 형식의 영화를 영구적으로 소유할 것을 장려하는 광고도구로 사용하기도 했다.

## 시리즈 목록
- 바비의 호두까기 인형(Barbie In The Nutcracker) 2001
- 바비의 라푼젤(Barbie As Rapunzel) 2002
- 바비의 백조의 호수(Barbie of Swan Lake) 2003
- 바비의 공주와 거지(Barbie As The Princess And The Pauper) 2004
- 바비와 마법의 페가수스(Barbie and the Magic or Pegasus 3-D) 2005
- 바비 12명의 춤추는 공주 이야기(Barbie in the 12 Dancing Princess) 2006
- 바비 인 어 크리스마스 캐롤(Barbie In A Christmas Carol) 2008
- 다이아몬드 성의 바비(Barbie And The Diamond Castle) 2008
- 바비와 삼총사(Barbie And The Three Musketeers) 2009
- 바비의 패션 이야기(Barbie: A Fashion Fairy tale) 2010
- 바비 인 어 머메이드 테일(Barbie in a Mermaid Tale) 2010
- 바비와 비밀의 성(Barbie: A Fairy Secret) 2011
- 바비의 프린세스 스쿨 이야기(Barbie: Princess Charm School) 2011
- 바비 프린세스와 팝스타(Barbie: The Princess & the Pop star) 2012
- 바비의 펄 프린세스(Barbie: The Pearl Princess) 2014
- 바비의 프린세스 파워(Barbie in Princess Power) 2015

## 영화

### 시즌 1 (1987)
1세대는 2개의 TV 스페셜로 구성된다. Barbie and the Rockers: Out of this World는 1987년 DIC Entertainment에 의해 창안되었다. Barbie and the Sensations: Rockin' Back to Earth와 함께 2부작 미니 시리즈로 방영되었으며 각부는 약 25분동안 방송됐다. 이 미니시리즈는 월요일, 금요일 바비 만화 시리즈를 위해 파일럿 프로그램으로 예상되었다. 그러나, DIC와 Mattel 사이의 협상은 끝났고, 프로젝트는 마침내 1988년 Mattel 라이벌 Hasbro의 후원으로 Maxie's World 같은 새로운 캐릭터 세트로 등장하게 되었다.

이 이야기는 Barbie와 Rockers 인형 라인을 기반으로 했으며,Barbie는 록밴드의 리드 싱어이다.
| # | Film                                               | Role(s) | Year   |
| --- | -------------------------------------------------- | ------- | ------ |
| 1 | "Barbie and the Rockers: Out of this World"        | Barbie  | 1987년 |
| 공식 시놉시스: "안녕, 나는 바비야. 나의 그룹인 락스타즈와 나는'이 세계의 밖'으로 가는 첫번째 비디오를 촬영하고 있어! 켄, 다나, 디바, 디디, 데락과 나는 같은 그룹이 아니었어... 우주 밖으로 나어가기 전에! 이제 우리의 락 음악은 한계를 넘었어. 왜냐하면 우리는 모험을 통해 '이 세계의 밖'에 거의 도착했거든. 그러니까 너는 스스로 허리끈 잘 졸라매야해. 이제 즐거움으로 가는 카운트다운이 시작됐으니까! 바비를 사랑해줘." |                                                    |         |        |
| 2 | "Barbie and The Sensations: Rockin' Back to Earth" | Barbie  | 1987년 |
| 우주에서 평화를 위한 첫번째 위대한 콘서트를 마친 바비와 그녀의 밴드 락커즈는 집으로 돌아온다. 우주 왕복선을 타고 지구로 돌아오는 동안, 그들은 노래를 연주하기 시작한다. 몇 초 후 왕복선 앞에 "타임워프" 터널이 형성된다. 그리고 터널 안쪽으로 많은 시계가 있음을 알게 된다. 그 끝에서, 이상한 공항의 셔틀랜드에 상륙후 Merrishaw 박사와 그의 딸 Kim을 만난다. 락커즈는 그들이 1959년에 있다는 것을 알게되고, 도시를 둘러보고 옷을 바꿔 입는다. 케이프 커 내버럴(Cape Canaveral)에서 공연을 마친 후 Merrishaw박사는 바비와 락커즈가 그들의 시간으로 돌아갈 수 있도록 도와준다. 현재로 돌아와서, 그들은 성인이 된 Kim과 재회하게 되고 그녀의 딸인 Megan을 소개하는 큰 콘서트를 연다. |                                                    |         |        |

### 시즌 2 (2001-2009)
2세대는 16편의 영화로 구성된다. 2001년, 최초의 CGI 애니메이션 바비 영화인 바비의 호두까기 인형 이 출시되었고 바비의 첫번째 영화로 태그되었다. 마텔은 바비 역에 맞는 목소리를 찾기위해 오디션에서 70명의 목소리를 듣고 결국 켈리 셰리던이 바비 목소리 역을 맡게 되었다. 주제는 보통 발레 이야기와 동화를 기반으로 했으며, 바비 인형을 공주, 요정 또는 인어로 묘사했다. 일부는 Fairytopia 시리즈와 같은 독창적인 작품이다. 2009년에는 4번째 Fairytopia 영화인 "Magical Twist Of Time"이 예정되었지만 발표되지는 않았다.

## 같이 보기
- 토이 스토리 (시리즈)